# 농어촌 지역망
농어촌 지역망은 서비스의 제공 구역에 따라 회로망을 분류하는 경우의 용어로 서비스나 통신범위가 지역적으로 한정되거나 그 범위 밖에 접속 요구가 적어 그 지역에서만 서비스 가동을 총족시키는 통신망을 말한다.

## 같이 보기
- 도시권 통신망
- 통신 네트워크